# 48960 Clouet
48960 Clouet este un asteroid din centura principală de asteroizi.

## Descriere
48960 Clouet este un asteroid din centura principală de asteroizi. A fost descoperit pe 25 august 1998 la Blauvac de René Roy. Asteroidul prezintă o orbită caracterizată de o semiaxă mare de 2,39 ua, o excentricitate de 0,20 și o înclinație de 1,4° în raport cu ecliptica.